# Abasolo, Miahuatlán de Porfirio Díaz
Abasolo är en ort i Mexiko.   Den ligger i kommunen Miahuatlán de Porfirio Díaz och delstaten Oaxaca, i den sydöstra delen av landet, 400 km sydost om huvudstaden Mexico City. Abasolo ligger 1 670 meter över havet och antalet invånare är 115.
Terrängen runt Abasolo är kuperad åt nordväst, men åt sydost är den platt. Runt Abasolo är det ganska tätbefolkat, med 70 invånare per kvadratkilometer. Närmaste större samhälle är Miahuatlán de Porfirio Díaz, 9,9 km söder om Abasolo. Omgivningarna runt Abasolo är en mosaik av jordbruksmark och naturlig växtlighet.